# كلود غيان
كلود جيان (من مواليد 17 يناير 1945) هو موظف حكومي فرنسي. كان رئيسًا لمكتب نيكولا ساركوزي، شغل منصب وزير الداخلية من 27 فبراير 2011 إلى 15 مايو 2012. وهو عضو في حزب الاتحاد من أجل حركة شعبية المحافظ.

## روابط خارجية
- كلود غيان على موقع مونزينجر (الألمانية)